# Laura Pavón Jaramillo
Laura Hermelinda Pavón Jaramillo (Amatepec, estado de México, 19 de mayo de 1943) es una política mexicana, miembro del Partido Revolucionario Institucional (PRI). Ha sido tres veces diputada federal, una senadora y presidente municipal de la ciudad de Toluca.

## Biografía

### Origen y estudios
Es profesora egresada de la Escuela Normal de Profesores de Toluca, ejerció como maestra de Educación Primaria de 1962 a 1965, también es licenciada en Derecho por la Universidad Autónoma del Estado de México, institución en la que ejerció como docente de 1973 a 1975. De 1962 a 1985 fue integrante del Sindicato de Maestros al Servicio del Estado de México.

### Carrera política
Es miembro activo del PRI desde 1961. En la estructura del partido ha tenido varios cargos, entre los que están: secretaria de Acción Social en 1965 y secretaria de Acción Electoral en 1966, así como secretaria general de 1974 a 1979, y simultáneamente secretaria general de la Agrupación Nacional Femenil Revolucionaria. De 1986 a 1988 fue secretaria general del Consejo para la Integración de la Mujer en el Estado de México. En 1975 fue jefa del Departamento de Alfabetización del estado, y posteriormente secretaria particular del secretario del Trabajo del gobierno del estado, Humberto Lira Mora y presidente del Tribunal de Conciliación y Arbitraje del estado.
De 1975 a 1978 fue diputada a la XLVI Legilatura del Congreso del Estado de México por el distrito local 7, con sede en El Oro.
En 1985 fue elegida por primera ocasión diputada federal, representando al Distrito 4 del estado de México en la LIII Legislatura que concluyó en 1988, pero se separó del cargo en 1987 al ser postulada candidata a la presidencia municipal de Toluca en las elecciones de ese año. Triunfó en el proceso electoral y ejerció el cargo de 1987 a 1990.
Al término de su administración municipal, fue por segunda ocasión elegida diputada federal por el mismo distrito 4 del estado, esta vez a la LV Legislatura de 1991 a 1994. De 1993 a 1994 fue secretaria de Ecología y Medio Ambiente en la administración del gobernador Emilio Chuayffet Chemor.
En 1994 fue a su vez electa Senadora por su estado en primera fórmula, para las Legislaturas LVI y LVII que concluyeron en 2000. En ellas fue presidente del Senado, así como de las comisiones de Atención a Niños, Jóvenes y Tercera Edad; así como de la comisión de la Medalla Belisario Domínguez. Al término, pasó a ocupar por tercera ocasión el cargo de diputada federal, aunque en esta ocasión por la vía plurinominal a la LVIII Legislatura de 2000 a 2003, y en la que fue integrante de las comisiones de Defensa Nacional; de Equidad y Género; de Atención a Grupos Vulnerables; y de la Junta de Apoyo Administrativo.
Al término de dicho cargo, dejó la política activa.